# Pug Hole Lake (Crow Wing County)
Der Pug Hole Lake ist ein kleiner See im Crow Wing County, US-Bundesstaat Minnesota. Er gehört zum Gebiet der Ortschaft Emily und liegt auf einer Höhe von 385 m. Nach Angaben des Minnesota Department of Natural Resources hat der See eine Fläche von 19,4 Hektar und ist knapp 10 Meter tief. Der Pug Hole Lake wird vom Crooked Creek durchflossen und liegt im Einzugsgebiet des Mississippi Rivers.